# Fushimi-ku, Kjoto
Fushimi-ku (japonsko 伏見区) je eno od 11 mestnih okrožij Kjota, mesta na Japonskem. Okrožje meri 61 km². Leta 2015 je v Fushimi živelo 280.655 ljudi. Mesto je kot drugi največji proizvajalec znano po proizvodnji sakeja.